# المعلية
المعلية هي إحدى المزارع اللبنانية من قرى قضاء صور في محافظة الجنوب. وتقع بالقرب من بلدة (دردغيا).